# Dendrophylax fawcettii
Espèce
Statut de conservation UICN

 CR A2ac : 
En danger critique
Statut CITES
Dendrophylax fawcettii est une espèce de plantes à fleurs du genre Dendrophylax et de la famille des Orchidaceae. C'est une orchidée épiphyte et saxicole endémique des îles Caïmans dans la mer des Caraïbes où elle est protégée. Elle fait partie de la liste des 100 espèces les plus menacées au monde établie par l'UICN en 2012.